# Каменна (Бещади)

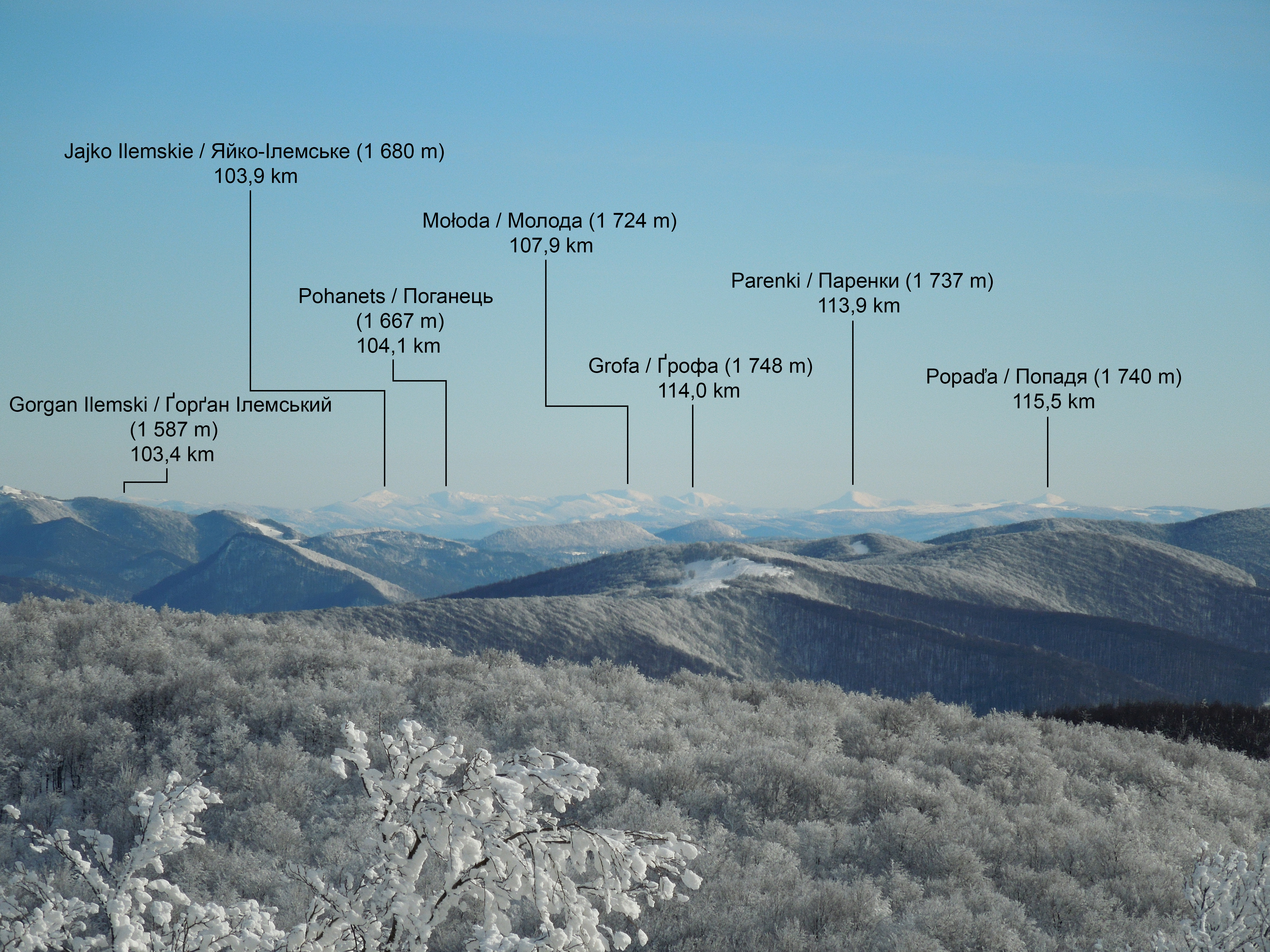
Вид з Каменної на гірський масив Ґорґани, що в Українських Карпатах

Каменна, або Каменна лука (словац. Kamenná lúka; пол. Kamienna) — гора висотою 1201 м над рівнем моря, гірська вершина головного Західно-Бещадського хребта (в Словаччині Буковські Верхи), на польсько-словацькому кордоні. 

## Розташування
Гора знаходиться між гірськими вершинами Кременець (1221 м) та Грубки (1186 м). Південні схили, що спускаються в долину потоку Стужицька річка, охороняються природним заповідником Стужиця. Північні спускаються у долину Горної Солінки. Однією з рідкісних рослин у Польщі є черемха скельна, яка росте на висоті 1150 м над рівнем моря, біля кордону.

## Краєвиди
З вершини Каменна відкриваються краєвиди на польські гірські вершини: Велика Равка (1307,2 м), Смерек (1222,5 м) з гірським хребтом Полонина Ветлінська, словацька Седлицька улоговина з Вигорлатськими гоами і найвищою їх вершиною Вигорлат (1075,5 м) та українська Стужицька улоговина з українськими гірськими масивами та горами Полонина Руна (1482 м), Гостра Гора (1405 м), Полонина Боржава з найвищою вершиною Стій (1681 м) та Буковецька полонина з найвищою вершиною Пікуй (1408 м).
За хороших погодних умов з вершини Каменна можна побачити вглиб України на понад 100 км по прямій, такі українські гірські вершини, як Яйко-Ілемське (1680 м), Молода (1724 м), Ґрофа (1748 м), Паренки (1737 м) та Попадя (1740 м), що розташовані в Ґорґанах.

## Туристичні маршрути
Через вершину пролягає кілька туристичних маршрути (наведені лише фрагменти цих маршрутів):

### Словаччина
Туристичні маршрути зі словацької сторони:
- за  вказівником з села Нова Седлиця через гору Кременець (1221 м.р.м.), тривалість: ↑ 3:50 год, ↓ 3:25 год, перепад висот: 791 м;
- за  вказівником з села Нова Седлиця через гору Чертеж (1071 м), звідти за  вказівником через гору Груки (1186,4 м), тривалість: ↑ 4:25 год, ↓ 3:25 год, перепад висот: 791 м;
- за  вказівником слідуйте уздовж хребта в напрямку гори Ряба Скала (1199 м).

### Польща
Туристичні маршрути з полської сторони:
- за  вказівником Вижнянський перевал (854,6 м.р.м.) поруч із туристичною хатою (Хата пастуха ПТТК Під Малою Равкою) (930 м), далі за  вказівником через Малу Равку (1271,5 м) та Велику Равку (1307,2 м) і далі за  вказівником на гору Кременець (1221 м), тривалість: ↑ 3:00 год, ↓ 2:20 год, перепад висот: 346 м;
- за  вказівником з села Устрики Горішні через гору Кременець (1221 м), тривалість: ↑ 3:30 год, ↓ 2:55 год, перепад висот: 545 м;
- за  вказівником з села Ветлина, далі за  вказівником через гори Мала Равка (1271,5 м) та Велика Равка (1307,2 м) і далі за  вказівником через гору Кременець (1221 м), тривалість: ↑ 4:40 год, ↓ 3:40 год, перепад висот: 551 м;
- за  вказівником слідуйте уздовж хребта в напрямку гори Ряба Скала (1199 м).

## Галерея

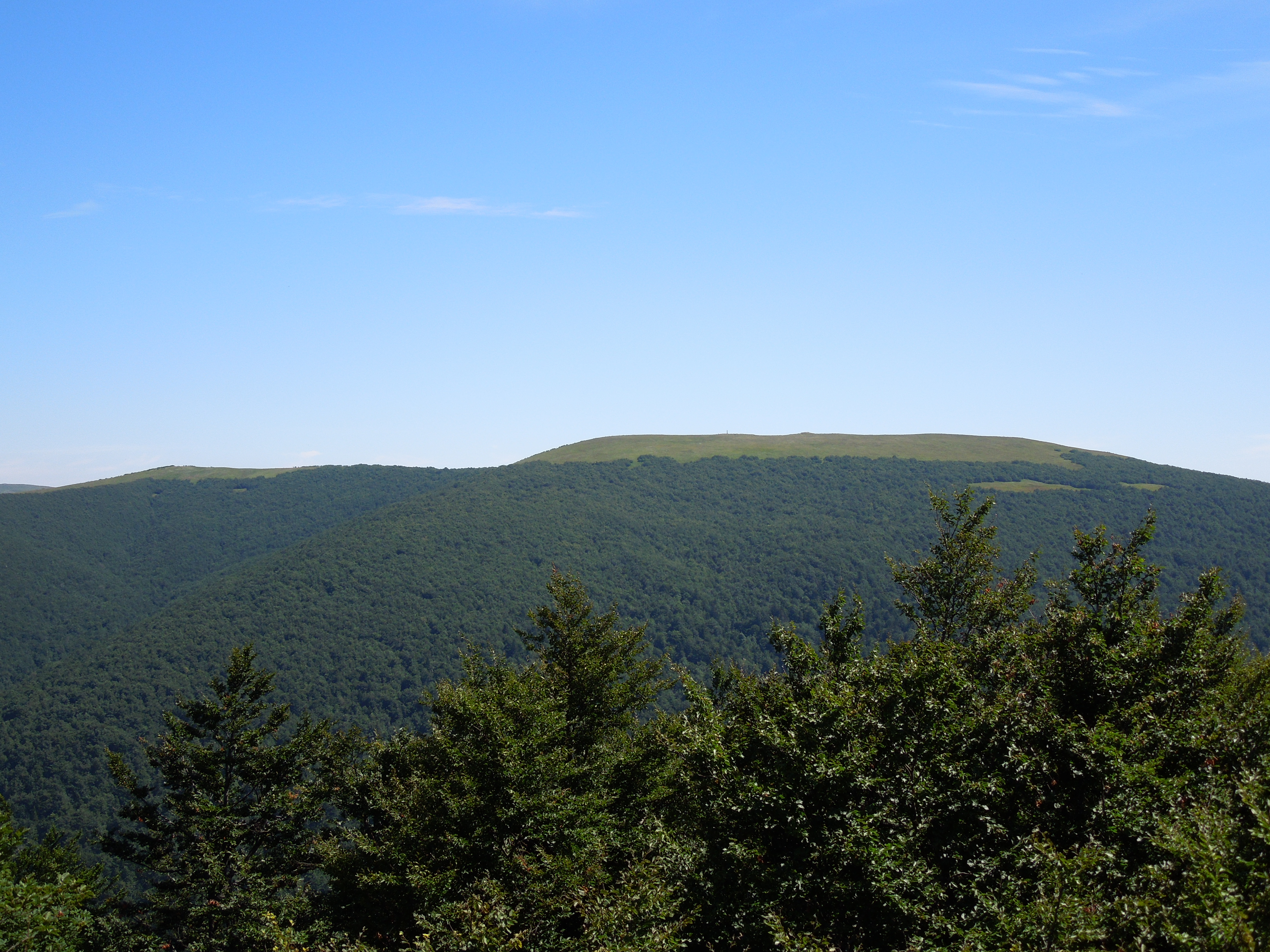
Вид на польські гори Мала Равка та Велика Равка з вершини Каменної Луки
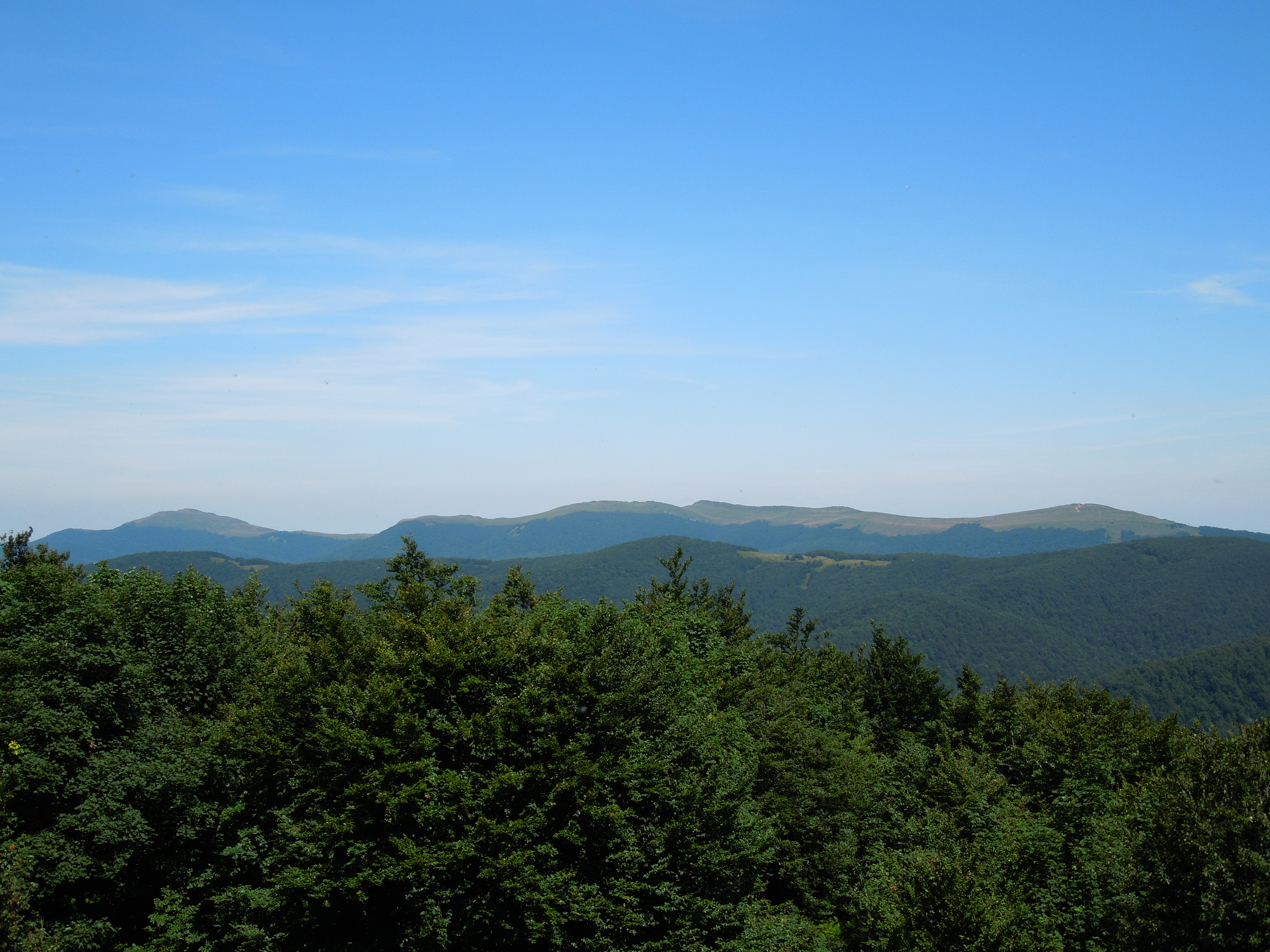
Вид на гору Смерек та гірський масив Полонина Ветлінська з Каменної Луки (влітку)
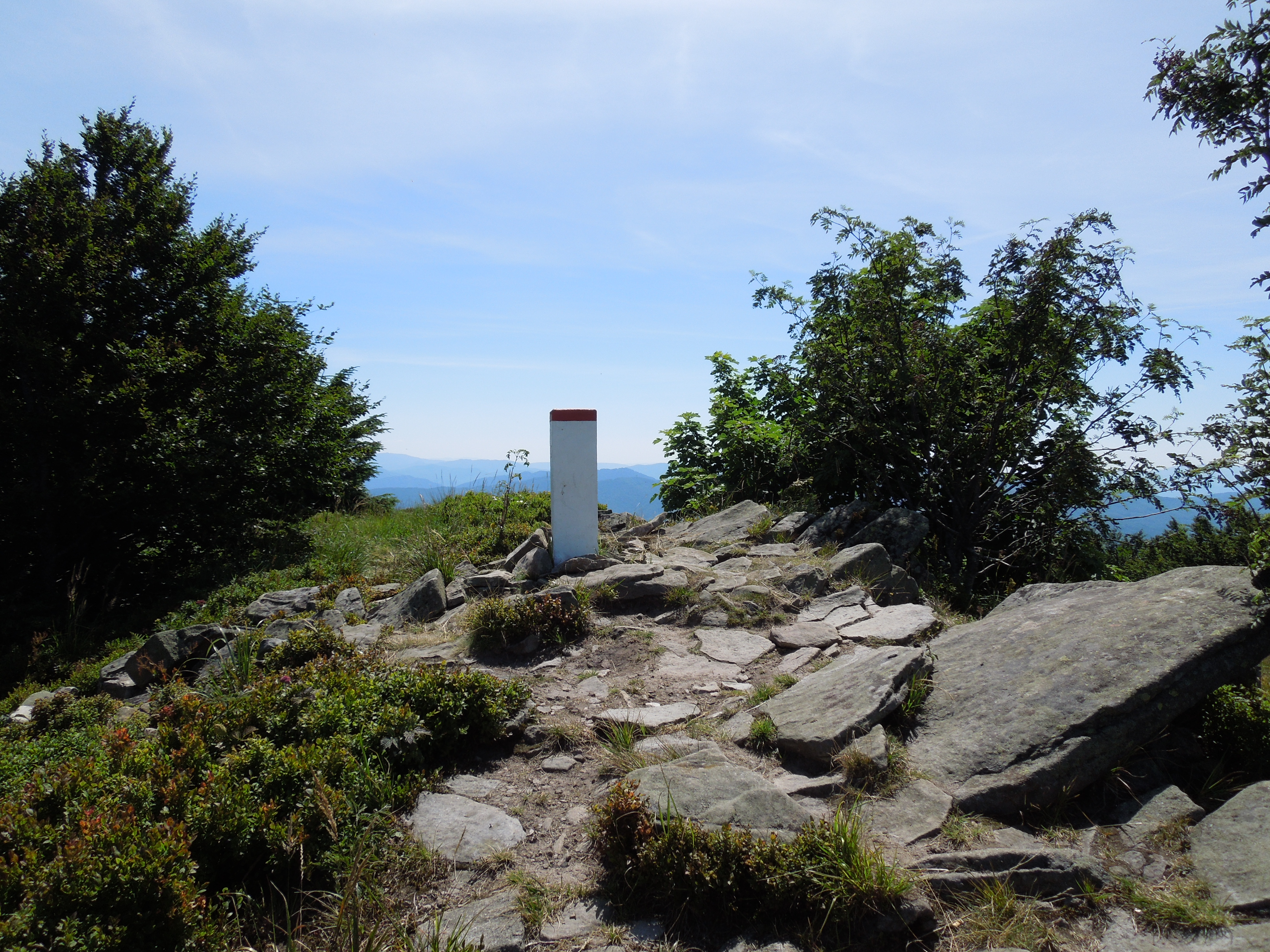
Вершина Каменної Луки на початку серпня
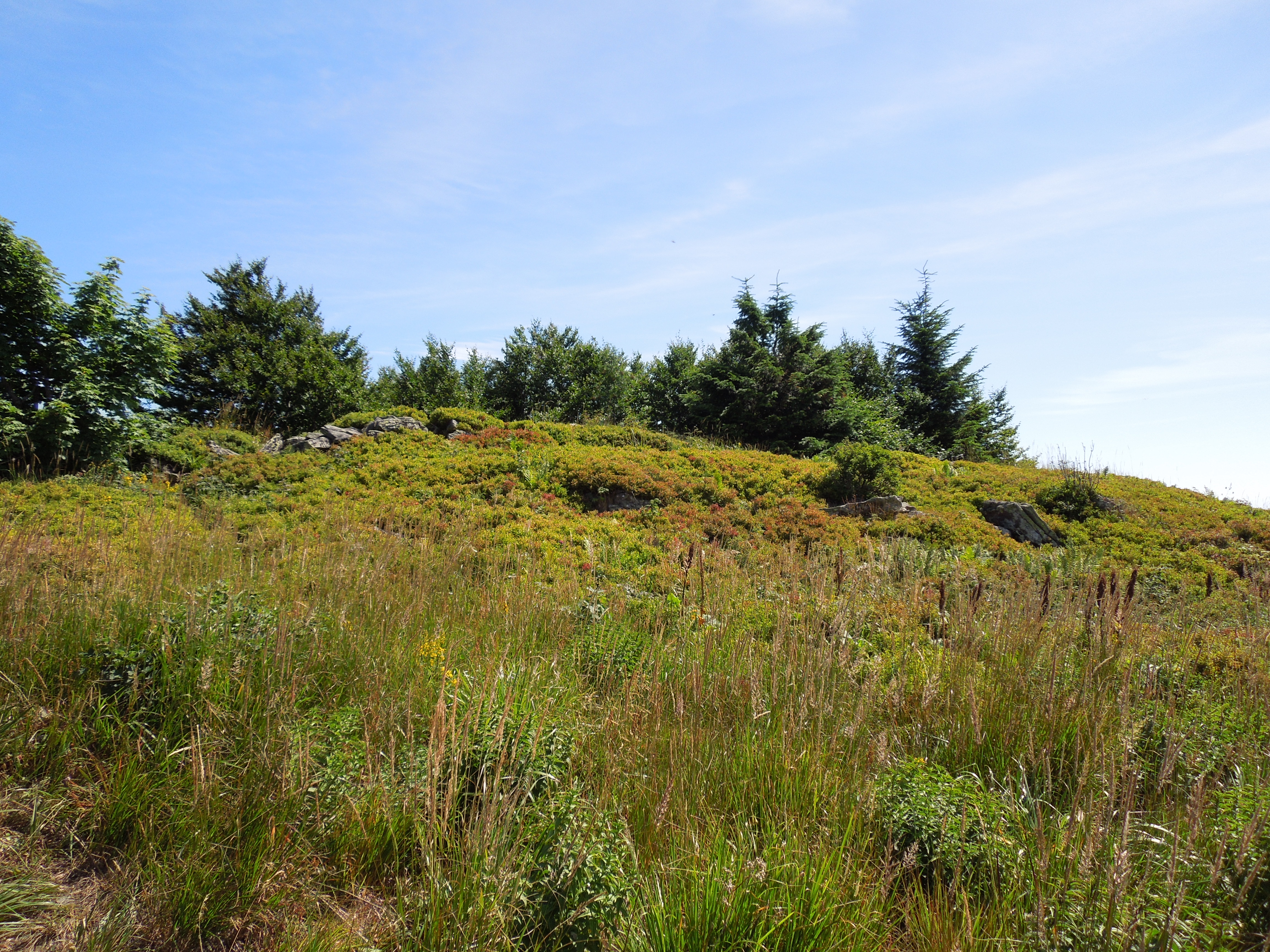
Вершина Каменної Луки на початку серпня
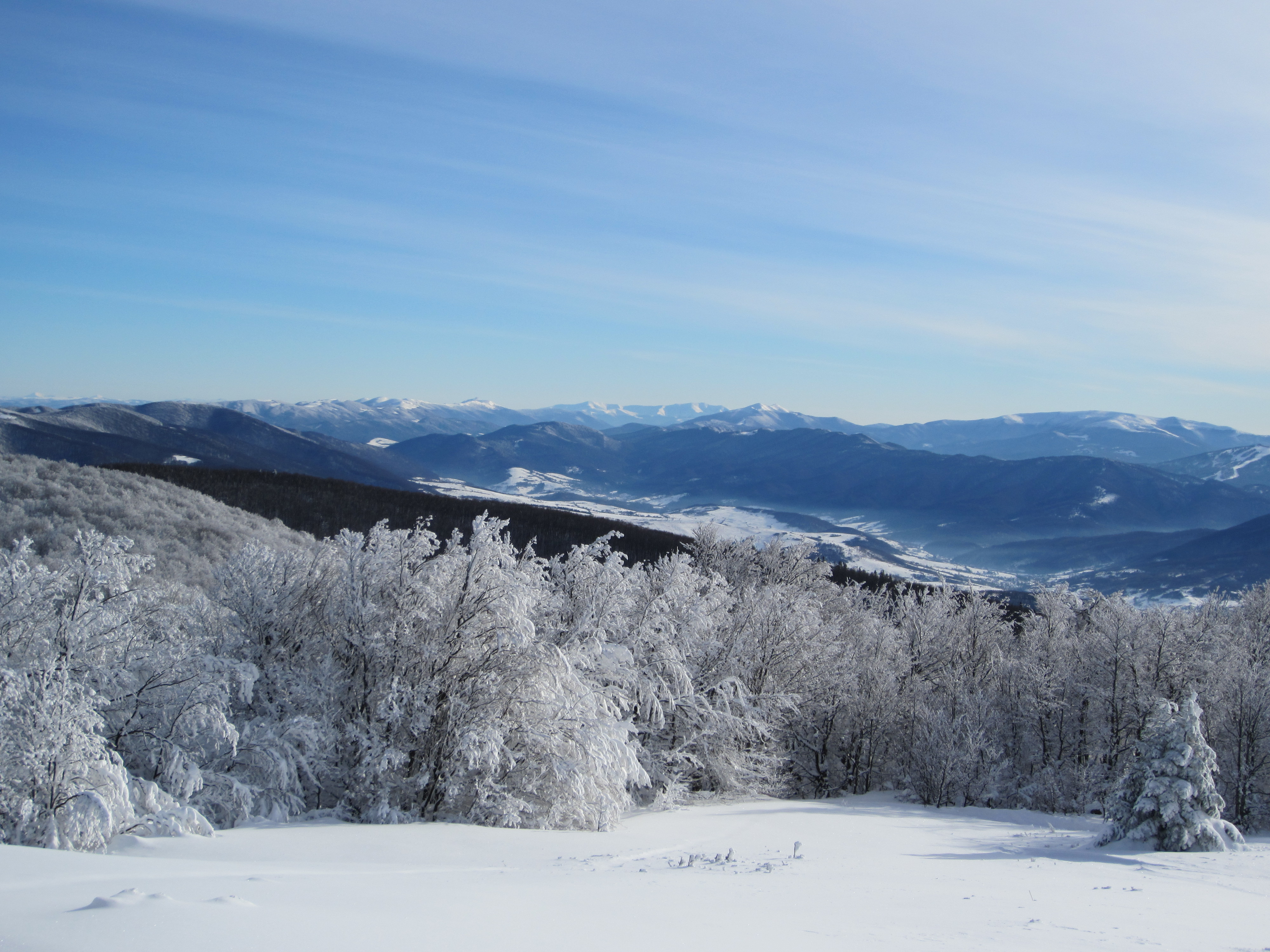
Вид на український Полонинський хребет з вершини Каменної Луки
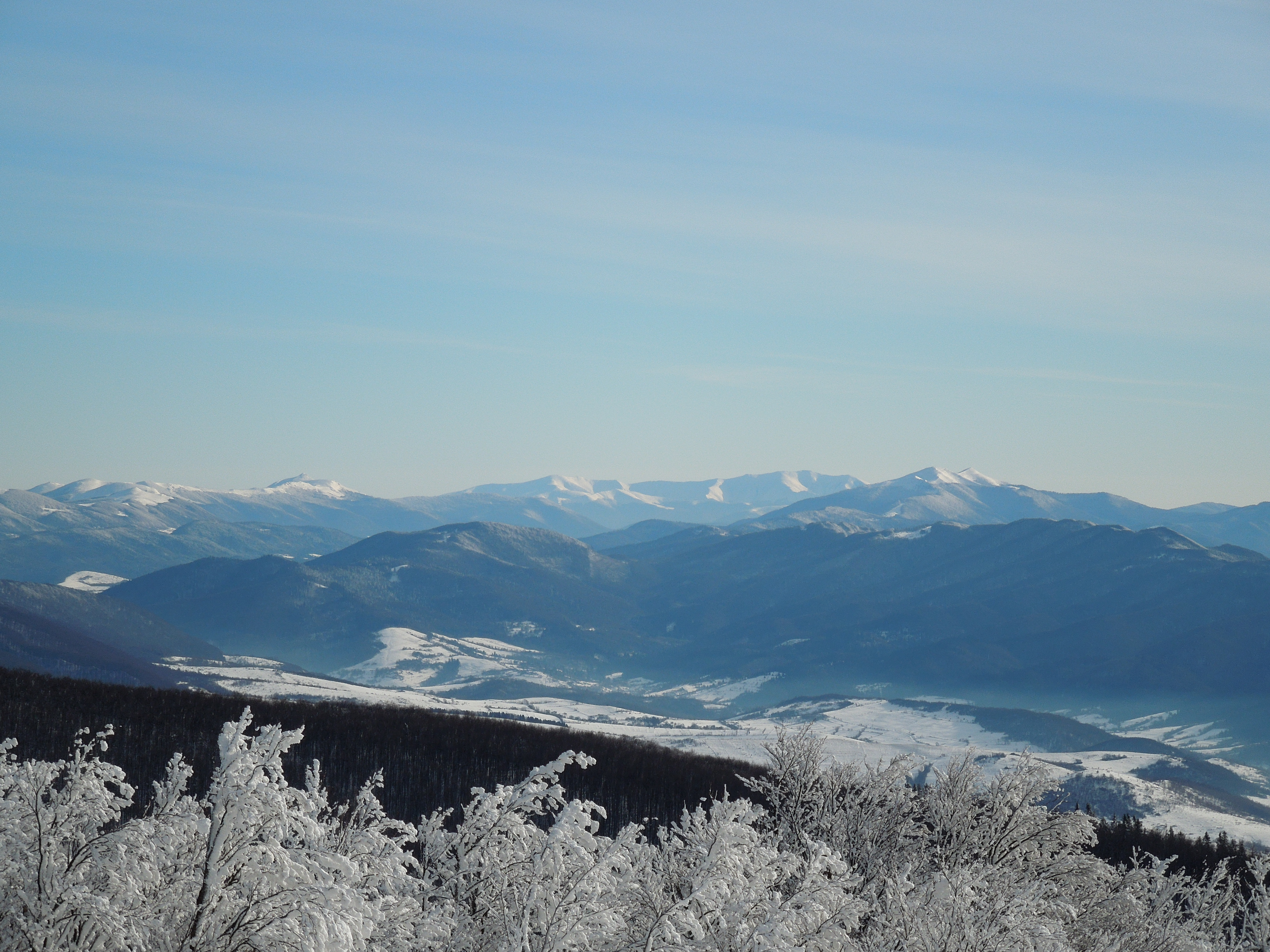
Вид на український Полонинський хребет з вершини Каменної Луки
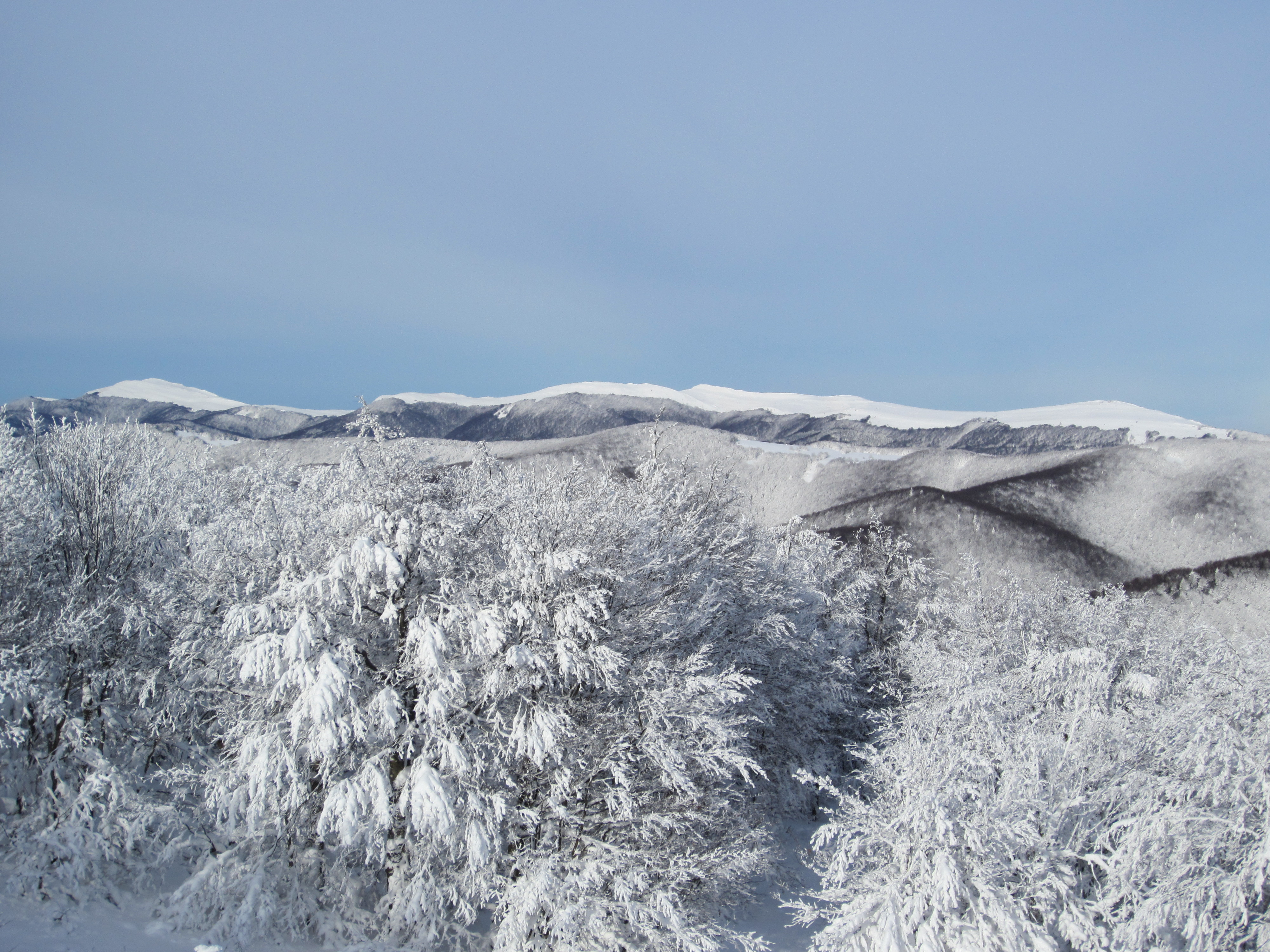
Вид на гору Смерек та гірський масив Полонина Ветлінська з Каменної Луки (взимку)
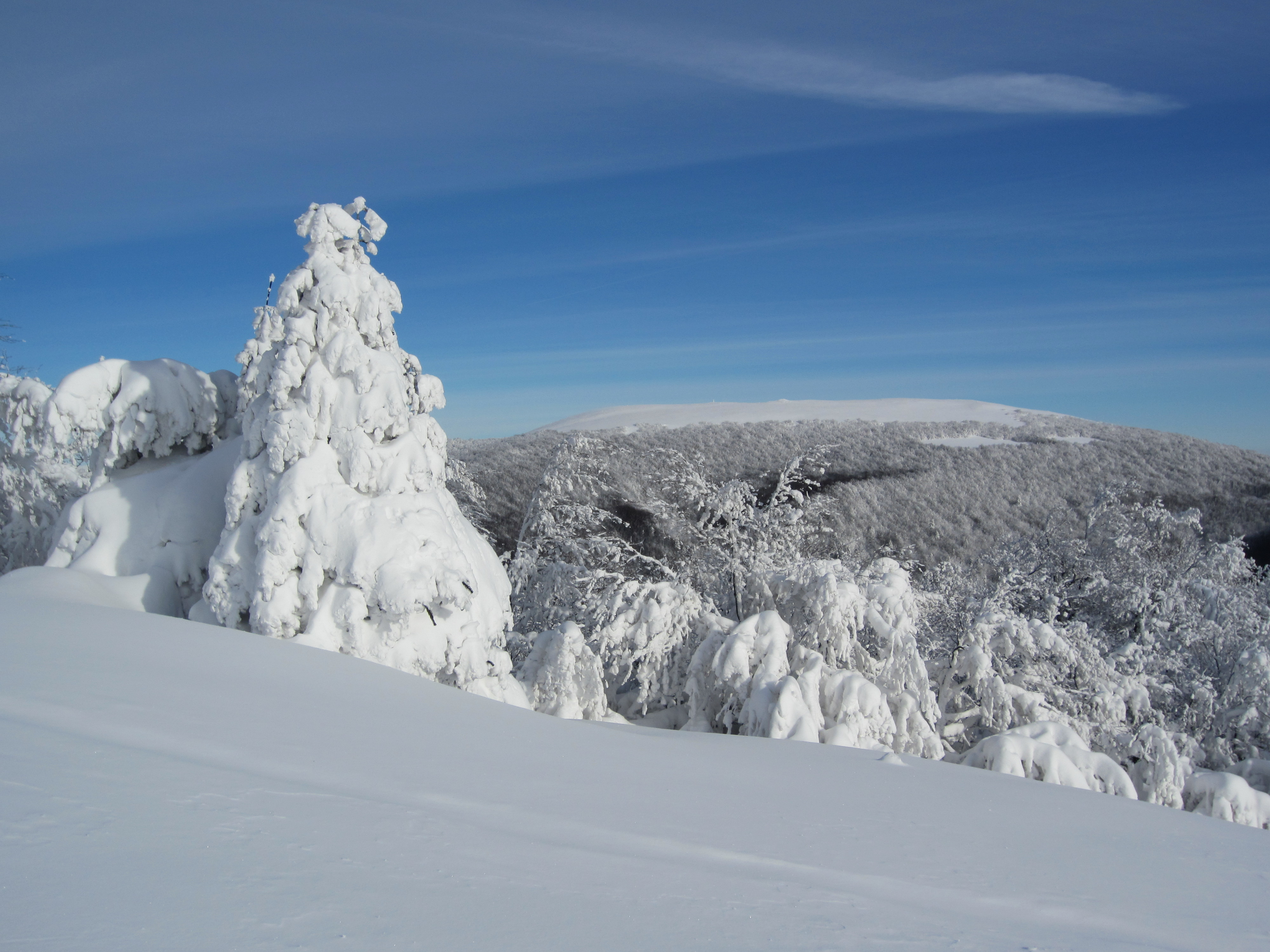
Вид на польську гору Велика Равка (1307,2 м) з вершини Каменної Луки